# Plateau de Cordouan
Ne doit pas être confondu avec Phare de Cordouan.
Le plateau de Cordouan est une zone de hauts-fonds rocheux et sablonneux de l'océan Atlantique située en France, à l'entrée de la Gironde, estuaire commun de la Garonne et de la Dordogne. Il est particulièrement connu en raison de la présence depuis la fin du XVIe siècle du phare de Cordouan, le plus ancien phare français encore en activité, inscrit au patrimoine mondial de l'UNESCO.
Un nouveau banc de sable y est découvert en 2009, à l'heure actuelle désigné comme « l'île sans nom ».

## Géographie

### Localisation
Le plateau de Cordouan se trouve entre 
- la pointe de la Coubre (Charente-Maritime, Les Mathes et La Tremblade) au nord ;
- la pointe de Grave (Gironde, Le Verdon-sur-Mer) à l'est ;
- la pointe de la Négade (Gironde, Soulac-sur-Mer) au sud.

Il est à une distance d'environ six kilomètres du littoral le plus proche au sud de l'estuaire (au Verdon-sur-Mer) et sept kilomètres du littoral le plus proche au nord de l'estuaire (à Saint-Palais-sur-Mer, Charente-Maritime).
Le plateau de Cordouan fait partie du domaine public maritime. Le phare de Cordouan, propriété de l'État, est formellement rattaché au Verdon-sur-Mer, son emplacement constituant la parcelle n° 1 du cadastre de cette commune. 

### Description
L'allure du plateau varie beaucoup en fonction des marées. L'accès touristique au phare est d'ailleurs déterminé par l'heure des marées basses.

### Géologie
Au plateau de Cordouan et au rocher Saint-Nicolas[pas clair] alternent :
- des calcaires beiges très durs, cryptocristallins, lithographiques, devenus vacuolaires par la dissolution de petits organismes, à Milioles nombreuses, Ophtalmidiidés, Discorbidés[pas clair] ;
- des calcaires blancs tendres, à fond cryptocristallin, graveleux, très vacuolaires, à Milioles abondantes, quelques Alvéolines et Rotaliidés, en bancs de 0,20 m d'épaisseur, accompagnés de passées de marne sableuse verte[1].

## Faune et flore

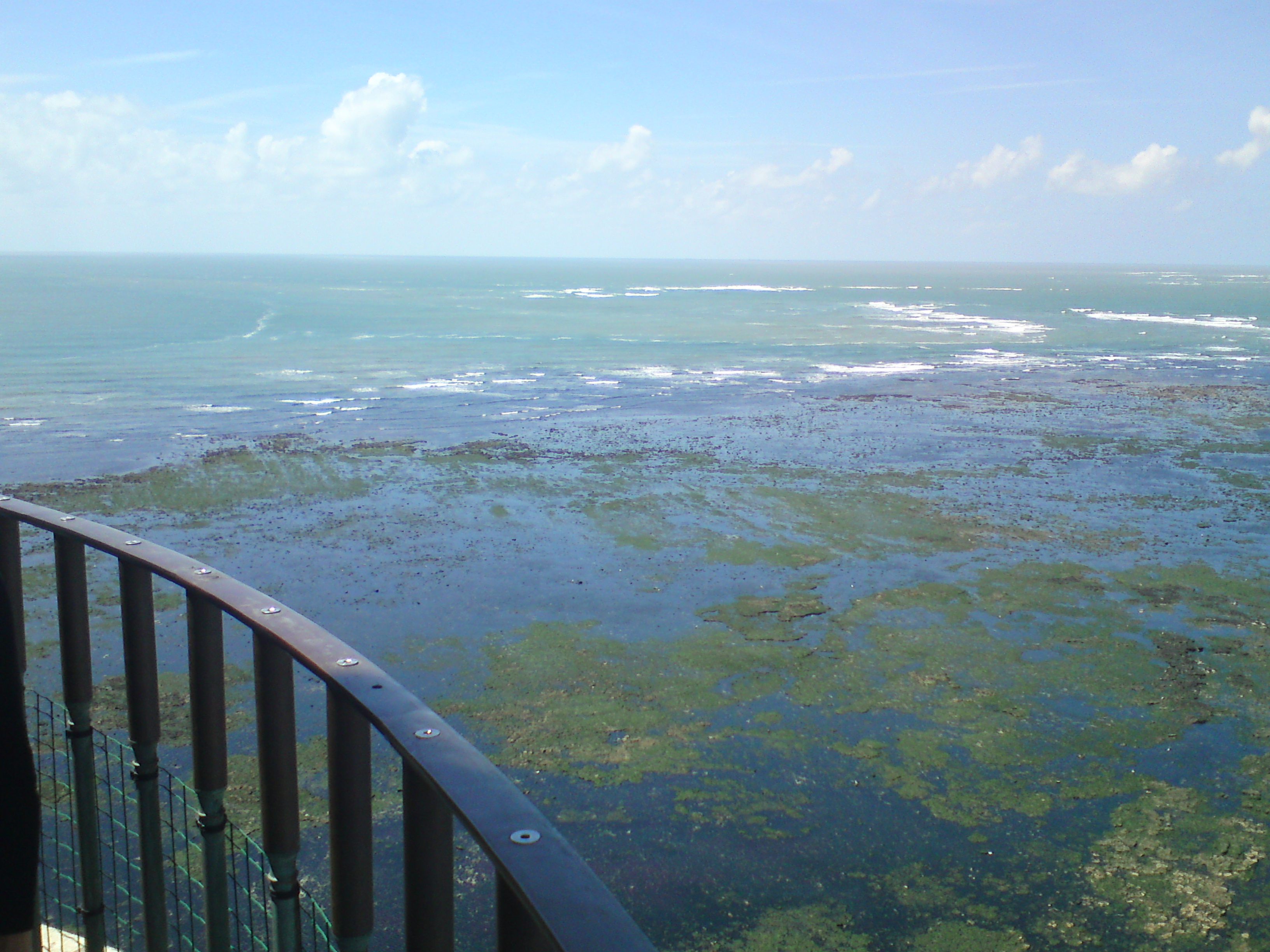
Le plateau vu depuis le phare.

Les zones calcaires de ce plateau rocheux offrent des habitats originaux qui abritent les espèces marines qui peuvent résister à l’assaut des vagues ou bien des espèces comme les étrilles qui s'y réfugient. Les rochers servent d’habitat à de nombreuses espèces telles que les daurades, les étoiles de mer, les oursins… Mais ces écosystèmes sont fragiles.
L'arrêté du 31 décembre 2015 qui porte désignation du site Natura 2000 panache de la Gironde et plateau rocheux de Cordouan (système Pertuis Gironde) (zone spéciale de conservation) a été consolidé le 3 mai 2016. Le territoire protégé couvre les espaces marins situés sur l'estran et au-delà de la laisse de basse mer. Les annexes de l'arrêté donnent la liste des types d'habitats naturels et des espèces de faune et flore sauvages concernés :
- mammifères : 1349 - Tursiops truncatus, 1351 - Phocoena phocoena, 1364 - Halichoerus grypus ;
- poissons : 1095 - Petromyzon marinus, 1099 - Lampetra fluviatilis, 1101 - Acipenser sturio, 1101 - Acipenser sturio, 1102 - Alosa alosa, 1103 - Alosa fallax, 1106 - Salmo salar, ainsi que Anguilla anguilla et Raja clavata ;

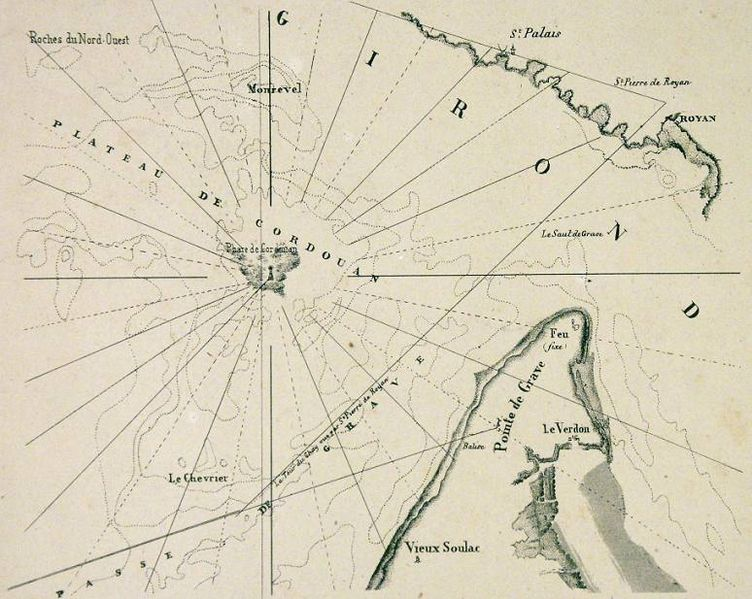
Le plateau de Cordouan sur une ancienne carte marine de l'entrée de l'estuaire de la Gironde.

- reptiles : Dermochelys coriacea.